# Marx József (esztéta)
Marx József (Budapest, 1942. március 7. – Budapest, 2021. július 18.) Balázs Béla-díjas (1985) magyar filmesztéta, dramaturg, műfordító.

## Életpályája
1960–1965 között az ELTE BTK olasz–magyar szakos hallgatója volt. 1965-től kezdve publikált. 1965–1971 között a Gondolat Könyvkiadó szerkesztője volt. 1972–1975 között a Budapesti Filmstúdió dramaturgjaként dolgozott. 1975-től 10 éven át az Objektív Filmstúdiót vezette. 1985–1986 között a Mafilm vezérigazgató-helyettese volt. 1987–1990 között a Magyar Filmintézetet igazgatta. 
1991–1993 között az IBB Budapest Kft. ügyvezető igazgató-helyettese volt. 1993–1996 között az Agrobank Rt. humánpolitikai igazgatója, 1994–1996 között az igazgatótanács tagja is volt.

## Filmjei (producer; dramaturg)
- Petőfi '73 (1973)
- Harmadik nekifutás (1973)
- Szikrázó lányok (1974)
- Álmodó ifjúság (1974)
- Hajdúk (1975)
- Ereszd el a szakállamat! (1975)
- Az idők kezdetén (1975)
- Zongora a levegőben (1976)
- A járvány (1976)
- Riasztólövés (1977)
- Néptanítók (1981)
- Tegnapelőtt (1982)
- Szívzűr (1982)
- Visszaesők (1983)
- Boszorkányszombat (1984)
- Te rongyos élet (1984)
- Hosszú vágta (1984)
- Redl ezredes (1985)
- Hány az óra, Vekker úr? (1985)
- Szörnyek évadja (1987)
- A menyasszony gyönyörű volt (1987)
- Kárhozat (1988)
- Jézus Krisztus horoszkópja (1989)
- Szürkület (1990)
- Kék Duna keringő (1992)

## Könyvei
- Jancsó Miklós két és több élete. Életrajzi esszé; Vince, Budapest, 2000
- Szabó István. Filmek és sorsok; Vince, Budapest, 2002
- A kétdimenziós ember. A játékfilm dramaturgiája; Vince, Budapest, 2003
- Fábri Zoltán. Fák és folyondárok, egy komoly filmrendező pályaképe; Vince, Budapest, 2004
- Sorstalanság – filmkönyv. Koltai Lajos filmje a Nobel-díjas Kertész Imre regénye alapján; Vince, Budapest, 2005 (angolul is)
- Hernádi Gyula és a film. Életrajzi esszé; Kortárs, Budapest, 2007 (Kortárs film)
- Jancsó Miklós élete és kora; Vince, Budapest, 2015